# 마르셀 응우옌
마르셀 응우옌(독일어: Marcel Nguyen, 1987년 9월 8일 ~ )은 독일의 체조 선수로 2012년 하계 올림픽 체조에서 개인 종합 부분과 평행봉에서 은메달을 땄다.
2007년 이래 그는 독일 연방방위군의 군인(현재 상병)이며, 연방군 스포츠 개발 그룹에서 훈련을 시작하였다. 2014년 12월 23일 KTV 슈트라운벤하르트를 대표하였다.

## 체조 경력

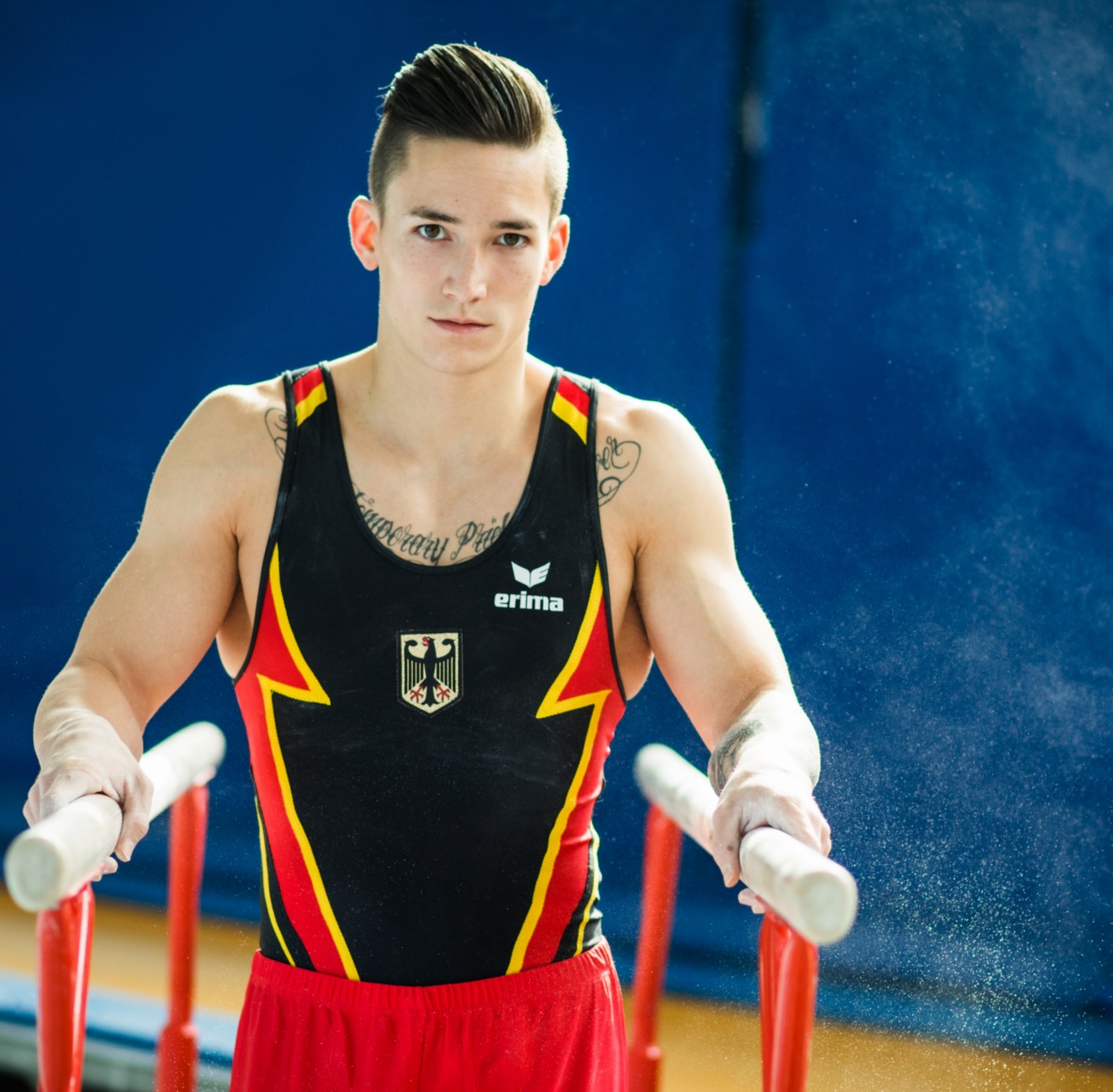
활약 중인 마르셀 응우옌

뮌헨에서 베트남인 아버지와 독일인 어머니 사이에 태어난 응우옌은 4세 때 체조를 시작하고, 7세 때 TSV 운테르하싱에 가입하였다.
1995년 이래 그는 뮌헨에 있는 지방 훈련 센터에서 훈련을 하고, 1997년 이래 안드레아스 히르시와 옌스 멜브라트가 자신의 코치를 맡던 분대 원경의 일부였다. 그는 빠르게 D-에서 B- 부대로 올라갔다.
2002년 이래 그는 주니어 국내 팀을 위하여 시작하였다. 2005년 국내 주니어 선수권에 나가 평행봉 1위, 링 2위와 도마 3위를 하였다. 같은해 처음으로 멜버른에서 열린 세계 선수권에 나가 평행봉 16위를 하였다.
월드컵이 끝난 후, 응우옌은 2006년 세계 선수권을 위하여 아나톨리 야르모프스키와 클라우스 니글 코치 아래 자신의 동료들과 준비하는 명령에 슈투트가르트에 있는 스포츠 기숙사 학교에서 1년을 보냈다.
2012년 런던 올림픽에서 그는 개인 종합 부분과 평행봉에서 2개의 은메달을 획득하였다. 응우옌은 1936년 베를린 올림픽 이래 독일을 위한 첫 개인 종합 체조 메달을 거두었다.
2014년 유럽 선수권에서 단체 종목 4위를 하였으나, 아무 개인적 결승전들에 나가는 데 불합격하였다.